# Ukønnet formering
Ukønnet formering er en form for formering, der ikke indebærer meiose, haploide kønsceller eller befrugtning.
En enkelt celle deler sig til to identiske kopier.
Denne formeringsmåde er almindelig hos amøber, bakterier og andre encellede organismer, og desuden kan mange planter formere sig både kønnet og ukønnet.